# Campeonato Carioca de Voleibol Feminino de 2014
O Campeonato Carioca de Voleibol Feminino de 2014 foi a 69ª edição deste campeonato que foi vencido pelo Rio de Janeiro por 3 sets a 0 no Canto do Rio na final. Este foi o décimo primeiro título do Rio de Janeiro de forma consecutiva.

## Participantes
| Equipe                   | Cidade                | Em 2013 | Títulos             |
| Canto do Rio             | Niterói               | -       | 2 (último em 1995)  |
| Flamengo                 | Rio de Janeiro        | -       | 9 (último em 1984)  |
| PM Campos dos Goytacazes | Campos dos Goytacazes | -       | 0 (não possui)      |
| Rio de Janeiro           | Rio de Janeiro        | Campeão | 10 (último em 2013) |
| Tijuca                   | Rio de Janeiro        | -       | 0 (não possui)      |

## Primeira fase
- Vitória por 3 sets a 0 ou 3 a 1: 3 pontos para o vencedor;
- Vitória por 3 sets a 2: 2 pontos para o vencedor e 1 ponto para o perdedor.
- Em caso de igualdade por pontos, os seguintes critérios servem como desempate: número de vitórias, média de sets e média de pontos.

|     |                          |     | Jogos | Jogos | Jogos | Pontos | Pontos | Pontos | Sets | Sets | Sets  |
| Pos | Equipe                   | Pts | T     | V     | D     | V      | P      | R      | V    | P    | R     |
| --- | ------------------------ | --- | ----- | ----- | ----- | ------ | ------ | ------ | ---- | ---- | ----- |
| 1   | Canto do Rio             | 15  | 6     | 5     | 1     | 0      | 0      | MAX    | 16   | 3    | 5.333 |
| 2   | Flamengo                 | 15  | 6     | 5     | 1     | 0      | 0      | MAX    | 15   | 6    | 2.500 |
| 3   | Tijuca                   | 6   | 6     | 2     | 4     | 0      | 0      | MAX    | 8    | 13   | 0.615 |
| 4   | PM Campos dos Goytacazes | 0   | 6     | 0     | 6     | 0      | 0      | MAX    | 1    | 18   | 0.056 |

## Fase final

### Semifinais
| 21 de outubro | Canto do Rio | 3 – 1 | Flamengo | Rio de Janeiro |
| 21 de outubro |              |       |          | Rio de Janeiro |

| 24 de outubro | Rio de Janeiro | 3 – 0 | Tijuca | Rio de Janeiro |
| 24 de outubro |                |       |        | Rio de Janeiro |

### Final
| 29 de outubro | Rio de Janeiro | 3 – 0                         | Canto do Rio | Rio de Janeiro |
| 29 de outubro | 25 –           | Set 1 Set 2 Set 3 Set 4 Set 5 | 15 17 16 –   | Rio de Janeiro |

## Premiação
| Campeonato Carioca de Voleibol de 2014 |
| Rio de Janeiro                         |
| -------------------------------------- |
| RIO DE JANEIRO Campeão (11º título)    |